# Wapen van Nuland

Gemeentewapen van Nuland
(1817-2015)

Het wapen van Nuland werd op 16 juli 1817 bij besluit van de Hoge Raad van Adel aan de toenmalige Noord-Brabantse gemeente Nuland bevestigd. Op 1 januari 1993 werd Nuland als gemeente opgeheven om op te gaan in de nieuw opgerichte gemeente Maasdonk. Hiermee kwam het wapen van Nuland te vervallen als gemeentewapen. Sinds 1 januari 2015 is Maasdonk opgeheven en is Nuland bij 's-Hertogenbosch gevoegd.

## Blazoenering
De blazoenering bij het wapen luidt als volgt:
Van lazuur, beladen met een vrouwenbeeld steunende met de regterhand op een bundelpijl en houdende in de linker de speer, waarop de hoed der vrijheid, aan de regterzijde vergezeld van een toren, staande op een terras, alles van goud.
Niet vermeld is de haan op de toren. De heraldische kleuren zijn lazuur (blauw) en goud (geel). Dit zijn de rijkskleuren. In het register is geen beschrijving opgenomen, deze is later toegevoegd. De begrippen links en rechts zijn in de heraldiek altijd bezien van achter het schild. Voor de toeschouwer zijn deze verwisseld.

## Geschiedenis

Dorpswapen van Nuland
(sinds 2017)

Het wapen is afgeleid van het zegel, dat in de Franse tijd is gesneden. De symboliek met een maagd, een vrijheidshoed en lictorbundel is typisch voor deze tijd. Dergelijke gemeentewapens zijn vrij ongebruikelijk in Nederland, omdat men in de tijd dat de gemeentewapens werden vastgesteld vaak liever de herinnering aan die tijd wilde wissen. Oudere zegels van Nuland tonen de parochieheilige.
Sinds 31 januari 2017 beschikt Nuland over een dorpswapen. Het wapen kan als volgt worden beschreven:
Gedeeld, I van zilver, beladen met een vierblad van keel, II van keel, beladen met een lictorenbundel van zilver.
De heraldische kleuren in het wapen zijn zilver (wit) en keel (rood). het rode vierblad is een symbool van het Maasland.

## Verwante wapens

Het eerste wapen van Made en Drimmelen
Het tweede wapen van Made en Drimmelen